# Marinarozelotes huberti
Marinarozelotes huberti es una especie de araña araneomorfa del género Marinarozelotes, familia Gnaphosidae. Fue descrita científicamente por Platnick & Murphy en 1984.
Se distribuye por Argelia, Italia y Albania. El cuerpo del macho mide aproximadamente 5,11-5,53 milímetros de longitud y el de la hembra 6,55-9,69 milímetros.